# التاریخ الباهر فی الدوله الاتابکیه
التاریخ الباهر فی الدوله الاتابکیه، تألیف عزالدین ابن اثیر که بیشتر به تاریخ عمومی اسلام شهرت دارد. وی در این کتاب علاوه بر شرح اعمال اتابکان موصل، به شرح جنگ‌هاص صلیبی در طول حیات خود نیز پرداخته‌است.